# Alina Albu
Alina Albu-Ilie (* 6. September 1983 in Baia Mare) ist eine rumänische Volleyballspielerin. Sie spielte bei der Volleyball-Weltmeisterschaft der Frauen 2002 für Rumänien.
Mit ihrem Verein Metal Galați wurde sie dreimal rumänischer Meister und gewann dreimal den Rumänischen Cup. Sie war Finalistin in der französischen Meisterschaft mit ASPTT Mulhouse.